# HK P11
Die HK P11 ist eine Unterwasserpistole des Herstellers Heckler & Koch, die für im Wasser operierende Spezialeinheiten entwickelt wurde.

## Technik
Über die Pistole selbst wurde wenig publiziert. Unter Wasser hat sie eine maximale Kampfentfernung von 10 bis 15 m, die sich über Wasser auf etwa 30 m erhöht. Dabei reicht die Durchschlagskraft, um die erste Wand eines Atemluftbehälters zu durchschlagen. Sie verfügt über fünf Läufe im Kaliber 7,62 × 36 mm. Es handelt sich um Pfeilmunition, die in der englischsprachigen Literatur als „Dart“ bezeichnet wird. Zum Nachladen muss das Laufbündel zum Hersteller zurückgeschickt werden.
Zwar lassen sich viele moderne Handfeuerwaffen auch unter Wasser abschießen, ohne selbst technischen Schaden zu nehmen. Da Wasser ca. 800 mal dichter ist als Luft, verliert das Projektil aber auf relativ kurze Distanz alle Energie.
Bei der HK P11 funktionieren die Projektile nach dem Treibspiegelprinzip. Die Pfeilgeschosse ruhen in einer Kunststoffumhüllung, die beim Schuss an der Mündung durch eine Würgebohrung gefangen wird und den Lauf abdichtet, während sich das Geschoss von ihr trennt und weiterfliegt. Dadurch dringen keine Gase nach außen, ein Lauf kann nur einmal abgeschossen werden. Durch die Verwendung eines Laufbündels können mehrere Schüsse mit einer Waffe abgegeben werden.
Für die Pistole stehen die Patronen 7,62 mm × 36 DM91 (Überwassereinsatz) und DM101 (Unterwassereinsatz) zur Verfügung.
Entwickelt wurde die P11 Anfang der 1970er-Jahre, 1976 wurde sie in Dienst gestellt.
Der Abzug stellt den Kontakt für die elektrische Zündung her. Als Energiequelle dienen zwei 24-Volt-Batterien. Diese sind im Pistolengriff wasserdicht untergebracht, wobei ein hygroskopisches Material Kondenswasser aufnehmen soll.
Die Waffe wird von den deutschen Kampfschwimmern, den United States Navy SEALs und den britischen SAS sowie von israelischen, dänischen, niederländischen und norwegischen Spezialeinheiten eingesetzt.
Eine vergleichbare Waffe ist die sowjetische SPP-1.